# 2015年北印度洋氣旋季
2015年北印度洋氣旋季泛指在2015年全年內的任何時間，於北印度洋水域所產生的熱帶氣旋。雖然有關方面並沒有設下本颱風季的指定期限，但大部份北印度洋的熱帶氣旋通常都會於四月至十二月期間形成。
本條目的範圍僅侷限於北印度洋水域。在北印度洋產生的氣旋風暴是由隶属于印度地球科学部的印度氣象局新德里氣旋中心命名，而在該地區的熱帶低氣壓的編號都以 A/B 字母作結。
在香港天文台的天氣圖上也包括東北印度洋地區，若有熱帶氣旋形成，則採用世界氣象組織級別法，最高強度都稱之為「超強颱風」，所有風暴都是無命名的。
（以下各氣旋風暴資訊以氣旋風暴存在期間的最強形態為名稱。）

## 熱帶氣旋
自2015年北印度洋氣旋季開始以來，本氣旋季總共產生了以下熱帶氣旋。

### 氣旋風暴阿索巴（Ashobaa）
2015年6月7日03:00UTC，印度氣象局升格一位於阿拉伯海東部的低壓區為低氣壓，編號ARB01。06:00UTC，聯合颱風警報中心將其升格為熱帶風暴，編號01A。
6月8日00:00UTC，印度氣象局將其升格為強低氣壓。03:00UTC，印度氣象局將其升格為氣旋風暴，並命名為阿索巴（Ashobaa）。
6月11日18:00UTC，印度氣象局將其降格為強低氣壓。同時，聯合颱風警報中心將其降格為熱帶低氣壓，並對其發出最後的警報。
6月12日06:00UTC，印度氣象局將其降格為低氣壓。12:00UTC，印度氣象局將其降格為低壓區。18:00UTC，聯合颱風警報中心對該系統在24小時內形成為熱帶氣旋的機會給予「LOW」的評級。
6月13日02:00UTC，聯合颱風警報中心對其評級提升為「MEDIUM」。18:00UTC，聯合颱風警報中心並對其評級降級為「LOW」。
6月14日18:00UTC，聯合颱風警報中心對其取消評級。

### 氣旋風暴科门（Komen）
2015年7月26日，印度氣象局升格一位於孟加拉南部近岸的低壓區為低氣壓，編號BOB02。
7月29日00:00UTC，聯合警報中心將其升格為熱帶風暴，編號02B。同時，印度氣象局將其升格為強低氣壓。
7月30日00:00UTC，印度氣象局將其升格為氣旋風暴，並命名為科門（Komen）。18:00UTC，科門在孟加拉吉大港專區費尼縣索納加濟海岸登陸。同日21:00UTC，印度氣象局將其降格為強低氣壓。
7月31日09:00UTC，印度氣象局將其降格為低氣壓。
8月2日12:00UTC，印度氣象局將其降格為低壓區。
8月4日，印度氣象局將科門（Komen）的殘餘重新升格為低氣壓，當時其中心位於印度西部內陸。
8月5日，印度氣象局再次將其降格為低壓區。

### 極強氣旋風暴查帕拉
2015年10月28日06:00UTC，印度氣象局將一個位於阿拉伯海東南部的低壓區升格為低氣壓，並給予編號ARB04。同日12:00UTC，印度氣象局將其升格為強低氣壓。
10月29日00:00UTC，印度氣象局將其升格為氣旋風暴，並將其命名為Chapala。12:00UTC，印度氣象局將其升格為强烈氣旋風暴。18:00UTC，印度氣象局將其升格為特强氣旋風暴。
10月30日06:00UTC，印度氣象局將其升格為极强氣旋風暴。
11月2日12:00UTC, 印度氣象局將其降格為特强氣旋風暴。
11月3日01:00-02:00UTC左右, 查帕拉在也門沿岸登陸。03:00UTC, 印度氣象局將其降格為强烈氣旋風暴。06:00UTC, 印度氣象局將其降格為氣旋風暴。18:00UTC, 印度氣象局將其降格為強低氣壓。
11月4日00:00UTC, 印度氣象局將其降格為低氣壓。03:00UTC, 印度氣象局將其降格為低壓區。

### 極強氣旋風暴梅格（Megh）
2015年11月5日00:00UTC，印度氣象局將一個位於阿拉伯海東部的低壓區升格為低氣壓，並給予編號ARB05。06:00UTC, 印度氣象局將其升格為強低氣壓。同日12:00UTC，印度氣象局將其升格為氣旋風暴，並將其命名為Megh。
11月7日12:00UTC，印度氣象局將其升格為強烈氣旋風暴。同時，聯合警報中心將其升格為一級熱帶氣旋。18:00UTC, 印度氣象局將其升格為特強氣旋風暴。同時，聯合警報中心將其升格為二級熱帶氣旋。
11月8日00:00UTC, 印度氣象局將其升格為極強氣旋風暴。同日18:00UTC, 印度氣象局將其降格為特強氣旋風暴。
11月9日21:00UTC, 印度氣象局將其降格為強烈氣旋風暴。
11月10日03:00UTC, 印度氣象局將其降格為氣旋風暴。06:00UTC, 印度氣象局將其降格為強低氣壓。 09:00UTC, 梅格在也門西南部沿岸登陸。 12:00UTC, 印度氣象局將其降格為低氣壓。18:00UTC, 印度氣象局將其降格為低壓區。

## 其他熱帶氣旋
除了被印度氣象部門命名的熱帶氣旋外，還有一些沒被命名的低氣壓和被聯合颱風警報中心認為是氣旋風暴的熱帶氣旋。以下列出那些熱帶氣旋的資料。

### 低氣壓BOB 01
2015年6月20日18:00UTC，印度氣象局升格一位於孟加拉灣西北部的低壓區為低氣壓，編號BOB01。
6月21日01:00UTC，BOB01在印度奧里薩邦普里縣普里海岸登陸。
6月22日06:00UTC，印度氣象局將其降格為低壓區。

### 強低氣壓ARB 02
2015年6月22日03:00UTC，印度氣象局升格一位於阿拉伯海東北部的低壓區為低氣壓，編號ARB02。
6月23日06:00UTC，印度氣象局將其升格為強低氣壓。
6月24日00:00UTC，印度氣象局將其降格為低氣壓。06:00UTC，印度氣象局將其降格為低壓區。

### 強低氣壓ARB 03
2015年10月9日06:00UTC，印度氣象局將一個位於阿拉伯海東部的低壓區升格為低氣壓，並給予編號ARB03。
10月10日00:00UTC，印度氣象局將其升格為強低氣壓。其後03A開始轉，06:00UTC，印度氣象局將其降格為低氣壓。
10月12日03:00UTC，印度氣象局將其降格為低壓區。

### 強低氣壓BOB 03
2015年11月8日03:00UTC，印度氣象局將一個位於阿拉伯海東部的低壓區升格為低氣壓，並給予編號BOB03。同日12:00UTC, 印度氣象局將其升格為強低氣壓。
接近11月9日00:00UTC, BOB03在印度東部沿岸登陸。
11月10日03:00UTC, 印度氣象局將其降格為低氣壓。06:00UTC, 印度氣象局將其降格為低壓區。

## 2015年風暴名單
北印度洋的熱帶氣旋自2004年起採用命名系統，命名工作由印度氣象局負責，名字是根據以下名單而定，不按年度劃分。風暴名字是由8個國家各自提交8個名稱，並以該國英文名稱按字母順序排列。之前使用過的與本年未用名稱以灰色表示，黑體字表示該年已經使用過，橙色表示下個氣旋名稱
| 提供國家 | 名稱    | 名稱     | 名稱    | 名稱    |
| 提供國家 | 第1組   | 第2組    | 第3組   | 第4組   |
| -------- | ------- | -------- | ------- | ------- |
| 孟加拉國 | Onil    | Ogni     | Nisha   | Giri    |
| 印度     | Agni    | Akash    | Bijli   | Jal     |
| 馬爾代夫 | Hibaru  | Gonu     | Aila    | Keila   |
| 緬甸     | Pyarr   | Yemyin   | Phyan   | Thane   |
| 阿曼     | Baaz    | Sidr     | Ward    | Murjan  |
| 巴基斯坦 | Fanoos  | Nargis   | Laila   | Nilam   |
| 斯里蘭卡 | Mala    | Rashmi   | Bandu   | Viyaru  |
| 泰國     | Mukda   | Khai Muk | Phet    | Phailin |
| 提供國家 | 名稱    | 名稱     | 名稱    | 名稱    |
| 提供國家 | 第5組   | 第6組    | 第7組   | 第8組   |
| 孟加拉國 | Helen   | Chapala  | Ockhi   | Fani    |
| 印度     | Lehar   | Megh     | Sagar   | Vayu    |
| 馬爾代夫 | Madi    | Roanu    | Mekunu  | Hikaa   |
| 緬甸     | Nanauk  | Kyant    | Daye    | Kyarr   |
| 阿曼     | Hudhud  | Nada     | Luban   | Maha    |
| 巴基斯坦 | Nilofar | Vardah   | Titli   | Bulbul  |
| 斯里蘭卡 | Ashobaa | Maarutha | Gaja    | Pawan   |
| 泰國     | Komen   | Mora     | Phethai | Amphan  |

## 內部連結
- 2015年太平洋颱風季
- 2015年太平洋颶風季
- 2015年大西洋颶風季
- 2014－2015年西南印度洋熱帶氣旋季
- 2014－2015年澳洲地區熱帶氣旋季
- 2014－2015年南太平洋熱帶氣旋季
- 2015－2016年西南印度洋熱帶氣旋季
- 2015－2016年澳洲地區熱帶氣旋季
- 2015－2016年南太平洋熱帶氣旋季

## 外部連結
- 印度氣象局（页面存档备份，存于）
- 聯合颱風警報中心（页面存档备份，存于）